# Physegastrella maroccana
Physegastrella maroccana är en tvåvingeart som beskrevs av Jacques-Marie-Frangile Bigot 1926. Physegastrella maroccana ingår i släktet Physegastrella och familjen kulflugor.
Artens utbredningsområde är Marocko. Inga underarter finns listade i Catalogue of Life.